# Jelena Wlk
Jelena Wlk (ur. 16 kwietnia 1993 w Kirchheim unter Teck) – niemiecka siatkarka, grająca na pozycji przyjmującej. Od sezonu 2012/2013 występuje w niemieckiej Bundeslidze, w drużynie Allianz MTV Stuttgart.

## Siatkówka plażowa
Wygrała Mistrzostwo Niemiec w 2009 roku do lat 17 i 18. W tym samym roku wraz ze swoją partnerką Aniką Krebs wystąpiła na Mistrzostwach Europy do lat 18 w Espinho. W 2011 roku wróciła kontuzja wiązadła krzyżowego, ale z powodzeniem zdobyła Mistrzostwo Niemiec do lat 19; Dotarły także w finale do lat 20. W tym samym roku wystąpiła z Sandrą Ittlinger na Mistrzostwach Świata do lat 19 w Umag (Chorwacja). W 2012 roku na Mistrzostwach Europy do lat 20 w Hartbergu (Austria) ukończyła z Aniką Krebs turniej na drugim miejscu. W następnym roku na Mistrzostwa Świata do lat 21 w Umag zajęła drugie miejsce i wzięła udział w FIVB Challenger w Seulu. Po raz pierwszy w Mistrzostwach Niemiec brała udział na plaży w Timmendorfer Strand. Jelena rozstała się z Aniką Krebs i grała z Kathariną Culav, a Anika Krebs z Sandrą Ittlinger. 2014 roku zagrała z Nataszą Niemczyk – (córka trenera Andrzeja Niemczyka i młodsza siostra siatkarki Małgorzaty Niemczyk) i zajęły 13. miejsce.

## Sukcesy klubowe
Puchar Niemiec:
- 2015[2]

Mistrzostwo Niemiec:
- 2015[3], 2016